# Club 8 (musikalbum)
Club 8 är Club 8:s självbetitlade tredje studioalbum, utgivet 2001 på svenska Labrador och amerikanska Hidden Agenda Records. Skivan utgavs även i Japan samma år på Flavour of Sound Ltd med fem bonuslåtar.

## Låtlista
1. "Love in December" - 3:37
2. "Boyfriends Stay" - 3:01
3. "She Lives by the Water" - 5:15
4. "The Sand and the Sea" - 0:36
5. "Falling from Grace" - 4:32
6. "Hope for Winter" - 2:27
7. "London" - 0:50
8. "Say a Prayer" - 3:38
9. "A Place in My Heart" - 3:39
10. "I Don't Need Anyone" - 0:45
11. "Keeping Track of Time" - 3:14

### Bonuslåtar på den japanska utgåvan
1. "Love in December" (Vs Les Espions) - 2:47
2. "Things We Share" - 2:54
3. "Don't Stop the Night" - 2:18
4. "You and Me" - 1:55
5. "A Place in My Heart" Remix (Vs Les Espions) - 2:51

### Fotnoter
1. ↑  ”Club 8”. Discogs.com. http://www.discogs.com/Club-8-Club-8-5/release/1292730. Läst 12 april 2012.